# La Source (Buddy Longway)
Pour les articles homonymes, voir La Source.
La Source est le vingtième et dernier album de la série de bande dessinée Buddy Longway, paru en 2006.
Buddy et Chinook y trouvent la mort.

## Personnages
- Buddy Longway
- Chinook
- Kathleen : fille de Buddy et Chinook. Elle vit maintenant avec Jeff Johnson, en ville. Elle pense devenir avocate pour aider les indiens.
- Jeff Johnson : jeune dessinateur. Il travaille pour un journal. Il vit avec Kathleen.
- Gregor Komonczy : gère la réserve de Daim Rapide.
- Slim le Borgne : trappeur, un des premiers amis de Buddy. Il vit toujours dans sa cabanne de Bear Lountains.
- Dennis : neveu de César. Il séjourne chez Slim qui le forme au métier de trappeur.
- César : trappeur. il vit au fort avec une partie de sa famille. Il a vieilli et ne quitte plus son fauteuil.
- Arbre Rouge : chef Black Feet, père de Petit Buisson[1].
- Cheval Fougueux : Black Feet, prétendant de Petit Buisson. Elle lui a préféré White Crow (un métis)¹. Buddy a joué le rôle d'intermédiaire et de médiateur auprès d'Arbre Rouge pour lui faire accepter cette alliance. Depuis, Cheval Fougueux vit en marge de son clan. Il voue une haine sans borne à Buddy.

## Synopsis
Buddy et Chinook reçoivent une lettre de Kathleen : elle est installée en ville avec Jeff. Elle veut devenir avocate pour défendre la cause indienne. Ses parents partagent son bonheur. Pour eux, le temps est venu de quitter la réserve et de remonter au nord. En chemin, ils croisent un groupe de Black Feet mené par Arbre Rouge. Leur première étape passe par la cabane de Slim. Il héberge et forme le jeune Dennis. Le lendemain, ils retrouvent les restes de leur première maison, ils se rappellent les jours heureux, l'enfance de Jérémie... et décident de poursuivre leur voyage. Ils sont rattrapés par Dennis : Slim, parti chasser une ourse n'est pas revenu. Buddy parvient à remonter la piste du trappeur et de sa proie. Mais Slim, tombé dans une crevasse ne survit pas à ses blessures. Buddy et Chinook passent l'hiver avec Dennis, dans la cabane de Slim.
Pendant ce temps, Cheval Fougueux, fou de colère et de jalousie ne rêve que de vengeance. Il s'en prend d'abord à Arbre Rouge qui lui révèle sa récente rencontre avec Buddy. Il n'a de cesse ensuite que de le retrouver. Ce qu'il fait, dans la cabane de Slim. Il poignarde Chinook et engage une lutte à mort avec Buddy. Dennis arrivera pour recueillir les dernières paroles de Buddy, qui sont un message d'amour pour Kathleen. Buddy et Chinook sont enterrés dans la montagne, près d'une source.